# Henry W. Cushman
Henry Wyles Cushman (* 9. August 1805 in Bernardston, Franklin County, Massachusetts; † 21. November 1863 ebenda) war ein US-amerikanischer Politiker. Zwischen 1851 und 1853 war er Vizegouverneur des Bundesstaates Massachusetts.

## Werdegang
Henry Cushman besuchte die öffentlichen Schulen seiner Heimat und die Norwich University sowie eine Militärschule in Vermont. Anschließend arbeitete er für einige Zeit als Lehrer und im Hotelgewerbe sowie als Farmer. Er wurde Präsident der Franklin Agricultural Society und im Jahr 1847 der Franklin County Bank in Greenfield. Politisch wurde er Mitglied der Demokratischen Partei. In seiner Heimatstadt war er 19 Jahre lang als Kämmerer tätig. Außerdem saß er 15 Jahre lang im dortigen Schulausschuss. Zwischen 1837 und 1844 war er mehrfach Abgeordneter im Repräsentantenhaus von Massachusetts. Im Jahr 1844 wurde er in den Staatssenat gewählt. 1847 kandidierte er noch erfolglos für das Amt des Vizegouverneurs.
Im Jahr 1851 wurde Cushman dann aber an der Seite von George S. Boutwell zum Vizegouverneur von Massachusetts gewählt. Dieses Amt bekleidete er zwischen 1851 und 1853. Dabei war er Stellvertreter des Gouverneurs. Nach dem Ende seiner Zeit als Vizegouverneur setzte er seine früheren Tätigkeiten fort. Er war Mitglied mehrerer Organisationen und Vereinigungen. Henry Cushman starb am 21. November 1863 in seiner Heimatstadt Bernardston.